# Sa Majesté des chats
 (décembre 2023).
- Si vous ne connaissez pas le sujet, laissez ce bandeau (vous pouvez alors contacter les auteurs).
- Si vous supprimez le contenu mis en cause (vous pouvez préalablement contacter les auteurs),

argumentez précisément cette suppression dans la page de discussion
(un manque de référence n'est pas un argument ; une recherche réelle de référence doit avoir été effectuée, être formellement documentée).
 (décembre 2023).
Si vous disposez d'ouvrages ou d'articles de référence ou si vous connaissez des sites web de qualité traitant du thème abordé ici, merci de compléter l'article en donnant les références utiles à sa vérifiabilité et en les liant à la section « Notes et références ».
Sa Majesté des chats est un roman d’anticipation écrit par Bernard Werber et publié aux éditions Albin Michel. 

Il est le deuxième livre de la Trilogie des chats de Bernard Werber, après Demain les chats et avant La Planète des chats.

## Résumé
Le roman commence sur l’île aux Cygnes, où se sont réfugiés les chats et les humains dans le livre précédent, mais une attaque des rats survient et des chats poursuivis par les rats annoncent à Bastet, l’héroïne du livre, qu’une horde de rats arrive du sud de Paris.
La chatte prend donc la décision, avec l’aide de son compagnon Pythagore, de déménager la communauté vers l’île de la Cité. 
La « servante » humaine de Bastet, Nathalie, lui dit pourtant (par le biais de Pythagore qui, grâce à son Troisième Œil, peut communiquer avec les humains) que pour comprendre l’humanité et pouvoir en prendre la relève, il faut qu’elle maîtrise trois principes : l’Amour, l’Art et l’Humour. 
Bastet découvrira l’humour lorsqu’elle rencontrera un sphynx en cherchant des alliés contre les rats : elle éclate de rire en voyant ce chat sans poils. Malheureusement, malgré des tentatives pour rallier le sphynx à sa cause, il est toujours convaincu de la livrer aux rats pour s’en faire des alliés et donc ne pas être tué par « la horde brune ».

Bastet va ensuite, après s’être échappée grâce à Nathalie, chercher de l’aide auprès des chiens, et après un contact différent, la servante de Bastet arrivera à amadouer les chiens et en faire des alliés des chats et des humains. 
Bastet, Nathalie et Pythagore arrivent finalement a l’Université d’Orsay, où les scientifiques sont protégés des rats et de la peste. Ils rencontrent le professeur Roman Wells, descendant d’Edmond Wells, et Bastet découvre l’ESRAE : Encyclopédie du Savoir Relatif et Absolu Étendue. On découvre aussi que c’est ici que Pythagore s’est fait faire son Troisième Œil, et Bastet prend la décision de s’en faire percer un dans le crâne aussi.
Nathalie initie dans le même temps Bastet à l’Art, en lui faisant écouter des musiques telles que celles de Bach, Maria Callas… elle lui montre aussi l’œuvre Big Blue, ce qui parvient à émouvoir la chatte.
Malheureusement, la clé USB d’un zettaoctet contenant l’ESRAE est dérobée par les fanatiques religieux. Bastet, Nathalie, Pythagore et Roman Wells arrivent à la récupérer et se retrouvent, après avoir fuit, dans les anciens locaux d’un abattoir de la marque Saucissonou. 
Les porcs, voulant venger leurs congénères morts dans ce lieu, font un procès inéquitable à Nathalie et Roman. Bastet rencontre le cacatoès Champollion, qui traduit intégralement les propos des animaux présents.
Roman Wells doit finalement combattre un taureau dans une corrida improvisée, mais ce dernier gracie l’humain.